# Порфіріо Лобо Соса
Порфіріо Лобо Соса, відомий також як Пепе Лобо (ісп. Porfirio Lobo Sosa; нар. 22 грудня 1947) — гондураський політик і заможний землевласник. Депутат Національного конгресу Гондурасу з 1990 року, голова Національного конгресу з 2002 до 2006 року. 29 листопада 2009 року переміг на президентських виборах.

## Життєпис
Народився в місті Трухільйо, дитинство та юність його пройшли на ранчо Ла-Емпалісада поблизу міста Хутікальпа в департаменті Оланчо. Його батько, Порфіріо Лобо Хосе Лопес, був багатим землевласником і впливовою особою в департаменті Оланчо, 1957 року був обраний до Національного конгресу від департаменту. Брат Порфіріо Лобо є депутатом Національного конгресу від департаменту Колон.
Після закінчення католицької школи в Хутікальпі Порфіріо вступив до інституту Сан-Франсіско в Тегусігальпі, проте до кінця так і не довчився. Згодом вступив до РУДН. В Університеті Маямі (США) отримав другу вищу освіту — ступінь бакалавра ділового адміністрування. Після цього повернувся на батьківщину, де працював у сільськогосподарському бізнесі своєї родини.

### Політична кар'єра
До політики Лобо вступив у віці 19 років, очоливши департамент Оланчо. Упродовж 31 року керував молодіжною гілкою Національної партії в рідному департаменті.
1990 року Порфіріо Лобо був обраний до Національного конгресу, в якому надалі головував з 2002 до 2006 року.

#### Президентські вибори 2005
На президентських виборах, що відбулись 27 листопада 2005 року Лобо був кандидатом від Національної партії. Його кампанія базувалась на гарантіях зайнятості для населення, а також на обіцянках жорсткої боротьби зі злочинністю та відновлення смертної кари. На тих виборах Лобо програв Мануелю Селайї, набравши 46,17% голосів проти 49,90% у свого суперника.

#### Конституційна криза 2009
У грудні 2008 року Лобо знову став кандидатом на пост президента.
Президент Селайя мав намір провести 28 червня 2009 року конституційний референдум за підсумками якого до конституції країни могла бути додана можливість переобрання глави держави на другий термін. В результаті цих дій в Гондурасі спалахнула криза, що призвела надалі до державного перевороту. Лобо підтримав переворот і заслання з країни Мануеля Селайї, також він підтримав призначення Конгресом Гондурасу на пост президента Роберто Мічелетті.

#### Президентські вибори 2009
На виборах 29 листопада 2009 року він знову став кандидатом у президенти та був обраний на пост глави держави в першому турі, здобувши 55% голосів виборців.